# Promiscuidade
Promiscuidade denota um comportamento sexual, na maioria sexo casual, frequente e com muitas pessoas ao longo do tempo, sejam elas conhecidas ou desconhecidas entre si. Pessoas promíscuas tendem a ter uma variedade de parceiros sexuais ao longo do tempo, sem se limitar a um único relacionamento ou parceria estável. Um exemplo comum de comportamento visto como promíscuo por muitas culturas é o "encontro de uma noite", e sua frequência é usada por pesquisadores como um indicador de promiscuidade. A promiscuidade é comum em muitas espécies animais. Não se deve confundi-la com a poligamia. Promiscuidade também é uma forma de classificar pessoas sem inibições sexuais, cujo prazer está acima de preconceitos, tabus religiosos e/ou valores morais, que não se envergonham em falar sobre ou praticar seus diversos fetiches sexuais.
A definição e a interpretação da promiscuidade variam amplamente entre diferentes culturas, grupos sociais e indivíduos. Para a Organização Mundial da Saúde (OMS), um indivíduo é considerado promíscuo quando mantém relações sexuais com mais de duas pessoas durante um período inferior a seis meses, sem que haja ética sexual envolvida.
Feministas tradicionalmente argumentam que existe um padrão duplo de julgamento significativo entre como homens e mulheres são julgados por promiscuidade, afirmando que nesse caso as mulheres são vítimas de sexismo porque os estereótipos da mulher promíscua tendem a ser pejorativos, como "a vadia", enquanto os estereótipos masculinos são mais variados, alguns expressando aprovação, como "o garanhão" ou "o pegador", enquanto outros implicam desvio social, como "o cafajeste". Um estudo publicado em 2005 indicou que tanto homens promíscuos quanto mulheres promíscuas são propensos a julgamentos depreciativos.